# Allomacrus subtilis
Allomacrus subtilis là một loài tò vò trong họ Ichneumonidae.